# Эскобар, Марисоль
Мария Соль (Марисоль) Эскобар (исп. María Sol «Marisol» Escobar; 22 мая 1930, Париж, Франция — 30 апреля 2016, Нью-Йорк, США) — венесуэльский и американский скульптор.

## Биография и творчество
Родилась в Париже, её родители — венесуэльцы Густаво Эскобар (Gustavo Escobar) и Хосефина Эрнандес (Josefina Hernández). Брат Марисоль — Густаво — экономист, живёт в Венесуэле. Семья Марисоль жила в Европе, Венесуэле и США. Финансовая состоятельность, связанная с венесуэльским нефтяным бизнесом и торговлей недвижимостью, позволяла вести семье комфортабельную жизнь. Хосефина Эрнандес умерла в Нью-Йорке в 1941 году. После её смерти и в течение Второй мировой войны семья жила в Каракасе. В конце войны Густаво Эскобар перевёз семью в Лос-Анджелес, где Марисоль поступила в школу для девочек. Желая стать художником, Марисоль сначала изучала искусство, посещая вечерние классы рисунка в «Jepson School» в Лос-Анджелесе. Католицизм способствует её вере в тайну, чудеса, осознанию духовных и сверхъестественных аспектов жизни, повлиявших на характер и творчество.
При поддержке отца, который поощрял её занятия искусством, Марисоль едет в Париж в 1949 году. В престижной школе изящных искусств, «École des Beaux-Arts», ей было поручено имитировать стиль живописи Пьера Боннара. В поисках более творческих подходов, Марисоль едет в Нью-Йорк в 1950 году. На протяжении этого года Марисоль берёт уроки у художника Ясуо Куниеси (Yasuo Kuniyoshi) в нью-йоркской художественной студенческой лиге (Art Students League). С 1951 по 1954 годы занимается на курсах в Новой школе социальных исследований (New School for Social Research) под руководством Ханса Хофмана. В школе Гофмана в Гринвич Виллидж и Provincetown, Массачусетс, Марисоль знакомится с понятием динамики «push and pull»: усиление дихотомии между промежуточным и финальным состоянием. Во время этого периода она познакомилась со многими абстрактными экспрессионистами, в том числе, с Виллемом де Кунингом.
В 1951 году Марисоль открыла для себя доколумбовую культуру, что привело впоследствии к отказу от традиционной живописи. Она обратилась к терракоте, деревянной скульптуре, изучает работу с глиной на курсах Художественной школы Бруклинского музея, а также берёт уроки по технике работы с гипсом у скульптора Уильяма Кинга (William King). Ранние работы Марисоль с терракотой, выставленные в Tanager Gallery на групповой выставке, привлекли внимание Лео Кастелли. Первая персональная выставка Марисоль состоялась в галерее Лео Кастелли в 1958 году.
После выставки в галерее Кастелли и последовавшего успеха, Марисоль охватили серьёзные сомнения и она в 1959 году покинула Нью-Йорк, чтобы жить в течение года в Италии. В Риме она изучает работы мастеров эпохи Возрождения и переосмысливает собственную работу и художественные цели. Почувствовав себя творчески свободной, Марисоль возвращается в Нью-Йорк, чтобы создать ряд впечатляющих работ, что привело к участию во многих значительных выставках и приобретению её работ для коллекций ведущих музеев. Художница расширила спектр используемых материалов, начала включать в работы найденные объекты.

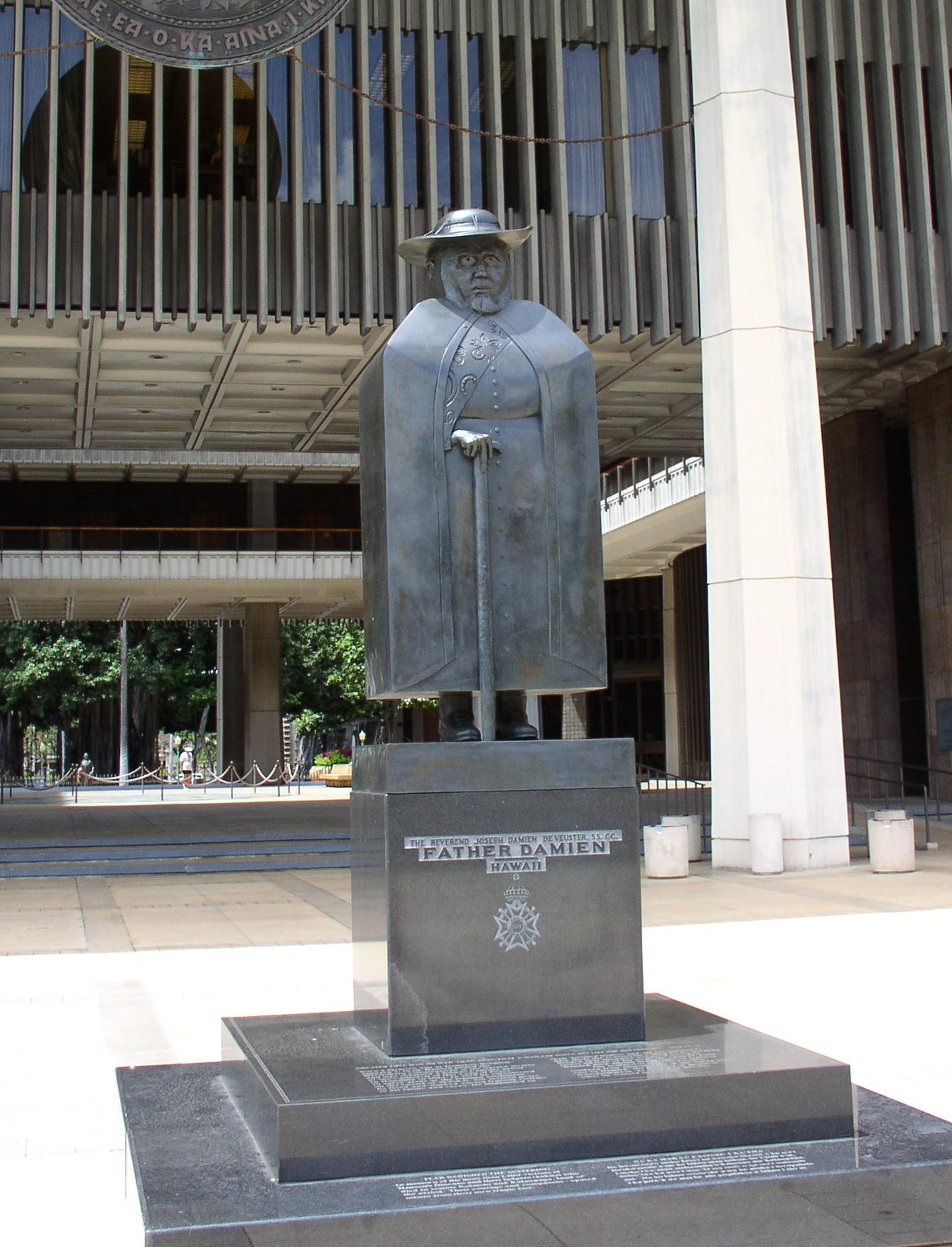
Скульптура работы Марисоль Эскобар

В 1960-х годах Марисоль общалась со звёздами поп-арта — Роем Лихтенштейном и Энди Уорхолом. Она участвовала в двух фильмах Уорхола «The Kiss» и «13 Most Beautiful Girls». Обращение к популярной культуре не было единственным направлением её творчества: социальные наблюдения и ирония всегда были частью её скульптур. Одна из наиболее известных её работ этого периода The Party (группа фигур в натуральную величину).
На протяжении 1960—1970-х годов художница расширила тематику, включив портреты друзей, семьи, мировых лидеров и известных артистов. Социальные и политические потрясения конца 1960-х годов расстроили Марисоль, которая участвовала в протестах против войны во Вьетнаме. В 1968 году она уехала и путешествовала почти два года. На Таити Марисоль научилась подводному плаванию, занималась погружениями в разных океанах в период с 1968 по 1972 годы. Подводный мир вдохновил Марисоль на создание серии скульптур из красного дерева. Ей нравились опасные и красивые рыбы — особенно акулы и барракуды.
Руководствуясь своим восхищением да Винчи в большей мере, чем религиозным чувством, Марисоль выполнила скульптурные композиции по мотивам «Тайной вечери» и «Мадонны со Св. Анной» в 1980-х годах.
Марисоль неизменно участвовала во многих персональных и групповых выставках. Она получила американское гражданство в 1963 году, но была выбрана представлять Венесуэлу на Венецианской биеннале в 1968 году.